# Бурангулова, Рамиля Мунаваровна
Рами́ля Мунава́ровна Бурангу́лова (Гаре́ева) (род. 11 июня 1961 или 11 июля 1961, Кандры-Кутуй, Башкирская АССР) — советская и российская легкоатлетка. В 1991—1993 годы входила в топ-10 лучших марафонцев мира среди женщин.
Обладательница Кубка мира по марафону в командном зачёте (1991), третий призёр Игр доброй воли в Сиэтле (1990), чемпионка СССР (1990), РСФСР (1990), обладательница Кубка СССР и РСФСР по эстафетному бегу на марафонскую дистанцию (1988), второй призёр марафона в Лос-Анджелесе (1992), открытого чемпионата Азии по марафону в Японии (1994), Санкт-Петербургского полумарафона (1994), третий призёр международных марафонов в Питтсбурге (1990), Токио (1992), Нагойе (1993).
Мастер спорта СССР (1983), Мастер спорта СССР международного класса (1990). Первый тренер — Мария Павловна Огородникова.

## Биография
В 1985 году окончила Стерлитамакский физкультурный техникум.

### Спортсменка
В 1981 году начала заниматься лыжами, в 1982 лёгкой атлетикой. До 1990 года ни разу не выступала на дорожке стадиона.
Впервые стартуя в марафоне в 1983 году на ММММ в Москве, показала результат 2:46.25 и выполнила норматив мастера спорта.
Победный бег на чемпионате СССР 1990 года в Калининграде был её седьмым[уточнить] выступлением в марафоне.

## Результаты
- в скобках указан возраст

| Год       | марафон      |
| --------- | ------------ |
| 1983 (22) | 2:42.21      |
| 1984 (23) | 2:38.21      |
| 1985—1987 | не выступала |
| 1988 (27) | 2:39.58      |
| 1989 (28) | 2:38.13      |
| 1990 (29) | 2:32.21      |

### Соревнования
| Год                                 | Соревнование           | Город               | Дистанция           | Дата                | Результат           | Место               | Видео/Фото/ Кинограмма |
| Выступления за СССР                 | Выступления за СССР    | Выступления за СССР | Выступления за СССР | Выступления за СССР | Выступления за СССР | Выступления за СССР | Выступления за СССР    |
| ----------------------------------- | ---------------------- | ------------------- | ------------------- | ------------------- | ------------------- | ------------------- | ---------------------- |
| 1990                                | Игры доброй воли       | Сиэтл               | марафон             | 22 июля             | 2:36.25             | III                 |                        |
| 1991                                | Кубок мира по марафону | Лондон              | марафон             | 21 апреля           | 2:30.41             | 7 (личный зачёт)    |                        |
| 1991                                | Кубок мира по марафону | Лондон              | марафон             | 21 апреля           | 7:30.21             | I (командный зачёт) |                        |
| 1991                                | Чемпионат мира         | Токио               | марафон             | 25 августа          | 2:33.00             | 8                   |                        |
| Выступления за Объединённая команда |                        |                     |                     |                     |                     |                     |                        |
| 1992                                | Олимпийские игры       | Барселона           | марафон             | 1 августа           | 2:38.46             | 8                   |                        |
| Выступления за Россия               |                        |                     |                     |                     |                     |                     |                        |
| 1993                                | Чемпионат мира         | Штутгарт            | марафон             | 15 августа          | 2:33.03             | 4                   |                        |
| 1994                                | Чемпионат Европы       | Хельсинки           | марафон             | 7 августа           | 2:41.15             | 25                  |                        |
| 1995                                | Чемпионат мира         | Монбельяр — Бельфор | полумарафон         | 1 октября           | 1:14.19             | 36                  |                        |
| 1996                                | Олимпийские игры       | Атланта             | марафон             | 28 июля             | 2:38.04             | 35                  |                        |

| Год  | Соревнование | Город       | Дистанция | Дата      | Результат  | Место | Видео/Фото/ Кинограмма |
| ---- | ------------ | ----------- | --------- | --------- | ---------- | ----- | ---------------------- |
| 1984 | Чемпионат    | Баку        | марафон   | 13 мая    | 2:38.21 PB | 7     |                        |
| 1990 | Чемпионат    | Калининград | марафон   | 22 апреля | 2:32.21 PB | I     |                        |

| Год  | Марафон                  | Город            | Дата       | Результат | Место | Видео/Фото/ Кинограмма |
| ---- | ------------------------ | ---------------- | ---------- | --------- | ----- | ---------------------- |
| 1996 | Гонолульский марафон     | Гонолулу         | 8 декабря  | 2:34.28   | I     |                        |
| 2000 | Дубайский марафон        | Дубай            | 14 января  | 2:40.22   | I     |                        |
| 2001 | Дубайский марафон        | Дубай            | 12 января  | 2:37.07   | I     |                        |
| 2004 | Балтиморский марафон     | Балтимор         | 16 октября | 2:40.21   | I     |                        |
| 2005 | Балтиморский марафон     | Балтимор         | 15 октября | 2:42.00   | I     |                        |
| 2007 | Лос-Анджелесский марафон | Лос-Анджелес     | 4 марта    | 2:37.54   | I     |                        |
| 2010 | Джэксонвилльский марафон | Джексонвилль Бич | 21 февраля | 2:37.46   | II    |                        |

### Комментарии
1. 1 2  Состав команды СССР: Валентина Егорова — 2:28.18, Рамиля Бурангулова — 2:30.41, Татьяна Зуева — 2:31.23